# Chamcook
Chamcook är en ort i Kanada.   Den ligger i provinsen New Brunswick, i den sydöstra delen av landet, 700 km öster om huvudstaden Ottawa. Chamcook ligger 35 meter över havet och antalet invånare är 593. Den ligger vid sjön Chamcook Lake.
Terrängen runt Chamcook är platt. Havet är nära Chamcook åt sydost. Trakten är glest befolkad. Närmaste större samhälle är Saint Andrews, 6,0 km söder om Chamcook. 